# 8258 McCracken
8258 McCracken eller 1982 RW1 är en asteroid i huvudbältet som upptäcktes den 15 september 1982 av den tjeckiske astronomen Antonín Mrkos vid Kleť-observatoriet i Tjeckien. Den är uppkallad efter astronomen Ken McCracken.
Asteroiden har en diameter på ungefär 3 kilometer.